# Unterhartberg (Mitterfels)
Unterhartberg ist ein Gemeindeteil des Marktes Mitterfels im niederbayerischen Landkreis Straubing-Bogen.
Der Weiler liegt zweieinhalb Kilometer südwestlich des Ortskerns von Mitterfels zwischen den Ortsteilen Weingarten und Dunk.

## Einwohnerentwicklung
- 1838: 0029 Einwohner[3]
- 1860: 0020 Einwohner[4]
- 1871: 0041 Einwohner[5]
- 1875: 0034 Einwohner[6]
- 1885: 0042 Einwohner[7]
- 1900: 0034 Einwohner[8]
- 1913: 0041 Einwohner[9]
- 1925: 0021 Einwohner[10]
- 1950: 0043 Einwohner[11]
- 1961: 0039 Einwohner[12]
- 1970: 0025 Einwohner[13]
- 1987: 0023 Einwohner[1]

## Kirchensprengel
Der Ort wurde 1838, zur gleichen Zeit wie Oberhartberg, von der katholischen Pfarrei Steinach nach Mitterfels umgepfarrt.

## Natur- und Landschaftsschutz
Unterhartberg liegt im Landschaftsschutzgebiet Bayerischer Wald.